# پاکورا (کالداس)
پاکورا (انگلیسی: Pácora, Caldas) نام شهری در کشور کلمبیا است.